# Янош Дудаш
Янош Дудаш (угор. János Dudás, 13 лютого 1911, Будафок, Австро-Угорщина — 28 липня 1979) — угорський футболіст, що грав на позиції півзахисника, зокрема, за клуб МТК (Будапешт), а також національну збірну Угорщини.
Чотириразовий чемпіон Угорщини. 

## Клубна кар'єра
У футболі дебютував 1935 року виступами за команду клубу МТК (Будапешт), в якій провів п'ять сезонів.  За цей час двічі виборював титул чемпіона Угорщини.
Згодом грав у «Чепелі» і «Будафок МТЕ». За цей час додав до переліку своїх трофеїв ще два титули чемпіона Угорщини.
Завершив професійну ігрову кар'єру у клубі ВМ КАСЕ, за команду якого виступав протягом 1947—1949 років. 

## Виступи за збірну
1935 року дебютував в офіційних матчах у складі національної збірної Угорщини. Протягом кар'єри у національній команді, яка тривала 8 років, провів у її формі 21 матч, забивши 3 голи.
Був присутній в заявці збірної на чемпіонаті світу 1934 року в Італії і чемпіонаті світу 1938 року у Франції, де разом з командою здобув «срібло», але на поле не виходив.
Помер 1 січня 1979 року на 68-му році життя.

## Титули і досягнення
- Чемпіон Угорщини (4):

МТК: 1935-1936, 1936-1937
«Чепель»: 1941-1942, 1942-1943
- Віце-чемпіон світу: 1938